# ناحیه واکر، شهرستان هنکاک، ایلینوی
ناحیه واکر (به انگلیسی: Walker Township) یک منطقهٔ مسکونی در ایالات متحده آمریکا است که در شهرستان هنکاک، ایلینوی واقع شده‌است. ناحیه واکر ۱۹۵ متر بالاتر از سطح دریا واقع شده‌است.